# Une impression de déjà-vu
 (octobre 2023).
Si vous disposez d'ouvrages ou d'articles de référence ou si vous connaissez des sites web de qualité traitant du thème abordé ici, merci de compléter l'article en donnant les références utiles à sa vérifiabilité et en les liant à la section « Notes et références ».
Une impression de déjà-vu est le premier volume de la série de bande dessinée Rosalie Blum réalisée par Camille Jourdy. Il a été publié en 2007.

## Les personnages
- Vincent : il a hérité du salon de coiffure de son père, dans une ville de province. Fils unique, il vit sous la coupe d'une mère « abusive », habite juste au-dessous de chez elle. Il a une relation avec Marianne, mais elle est partie faire un stage à Paris pour plusieurs mois. Un chat.
- sa mère : habite juste au-dessus de chez lui[1], veuve. Le surveille. Elle a déjà fait un infarctus, début d'Alzheimer, passe beaucoup de temps à jouer avec des poupées. N'apprécie pas du tout Marianne.
- Laurent : le cousin, le confident. Amoureux de femmes en -a, il a trois maîtresses, toutes mariées.
- Rosalie Blum

## Synopsis
En cherchant un magasin ouvert le dimanche (une course pour sa mère), Vincent est obligé d'aller dans un quartier qu'il ne connaît pas. Il découvre l'épicière : Rosalie Blum. Tout de suite, il a l'impression de la connaître, il l'a  déjà vu quelque part... Il décide de la suivre. Plus il la suit, plus il a envie de la suivre. Avec elle, à distance, il va : en promenade dans des lieux où il ne serait jamais allé, à des cours de chant, à la ville, à la campagne, dans des bars, il la suit le jour, et parfois la nuit et finit par connaître toutes ses habitudes.
Marianne le quitte par téléphone, il n'ira même pas la voir à Paris. Décidément, sa vie ratée l'ennuie. Un coup de téléphone au salon, un rendez-vous pour une coupe. La cliente : Rosalie Blum. À mercredi.